# Guibemantis albolineatus
A Guibemantis albolineatus  a kétéltűek (Amphibia) osztályába és  a békák (Anura) rendjébe aranybékafélék (Mantellidae) családjába tartozó faj. 

## Előfordulása
Madagaszkár endemikus faja, 300–1500 m-es tengerszint feletti magasságban honos.

## Megjelenése
Kis méretű Guibemantis faj. Testhossza 24 mm körüli. Mellső lába úszóhártya nélküli, hátsó lábán némi úszóhártya látható. Háti bőre sima, színe csokoládébarna, hátának oldalsó részén két zöldes színű sávval. A hímeknek jól kivehető combmirigyük van.

## Természetvédelmi helyzete
A vörös lista a nem fenyegetett fajok között tartja nyilván. Két védett területen, az Andohahela Nemzeti Parkban és a Marojejy Nemzeti Parkban is megtalálható, továbbá valószínűleg más védett területeken is előfordul.